# Cuore polmonare
Il cuore polmonare è una alterazione del ventricolo destro, la cui origine è una malattia polmonare, che causa insufficienza cardiaca. Raramente si è dimostrato anche l'interessamento del lato sinistro del cuore.

## Criteri per la definizione
Il cuore polmonare è un'alterazione della struttura o della funzione del ventricolo destro insorte per un incremento della pressione arteriosa polmonare, per la stretta connessione che intercorre fra cuore e polmone.
Si parla pertanto di cuore polmonare nei casi in cui si determina una insufficienza cardiaca del ventricolo destro.
L'ingrandimento per essere patologico deve essere almeno pari a 5 millimetri (della parete ventricolare), ma può essere anche il caso che esso si riscontri durante un'autopsia. In questo caso il peso del ventricolo destro deve superare i 65 grammi.

## Classificazione
Presenta due forme: una acuta e una cronica. La forma cronica è una della cardiopatie più diffuse fra gli anziani.
Quando l'aumento della pressione polmonare è progressiva, l'alterazione principale del ventricolo destro è rappresentata dall'ipertrofia (cuore polmonare cronico); se invece c'è un aumento acuto di post-carico vi è direttamente una dilatazione del ventricolo destro (cuore polmonare acuto).

## Segni e sintomi
I sintomi e i segni clinici presentano tosse, lipotimia, dispnea, angina pectoris, emottisi, aritmie quali tachicardia, tachipnea, cianosi, edemi periferici associati all'ipercapnia, ascite, ipotensione.

## Eziologia
Le cause sono riferibili a malattie polmonari, fra cui enfisema, embolia polmonare e ipertensione polmonare.
Patologie distruttive o restrittive portano a ipossia alveolare, a cui segue una vasocostrizione delle arteriole polmonari e quindi un innalzamento della pressione in tutto il distretto arterioso destro. In modo consensuale si ha incremento delle pressioni venose sistemiche, con sovraccarico di volume nel cuore destro, innescando un circolo vizioso che porta al cuore polmonare, ove si riscontrano:
1. sovraccarico del ventricolo destro,
2. una minor gittata sistolica del ventricolo sinistro,
3. ipossia tissutale.

### Malattie associate
| Malattie polmonari                         | - BPCO - Fibrosi cistica - Interstiziopatie polmonari                                                  | Per modificazioni del parenchima polmonare.                                                                 |
| Disordini della circolazione polmonare     | - Tromboembolia polmonare - ipertensione polmonare idiopatica ereditaria - anemia a cellule falciformi | |
| Malattie neuromuscolari                    | - SLA - Miastenia grave - Poliomielite - Sindrome di Guillain-Barré                                    | Determinano danno funzionale di tipo restrittivo.                                                           |
| Deformità della gabbia toracica            | - Cifoscoliosi                                                                                         | Riduzione uniforme del flusso d'aria, con ipoventilazione alveolare generalizzata.                          |
| Disordini del controllo della ventilazione | - Ipoventilazione centrale primitiva - Sindrome delle apnee ostruttive nel sonno                       | Da disordini del controllo ventilatorio centrale che periferico, con conseguente ipoventilazione alveolare. |

### Meccanismi patogenetici
I principali meccanismi patogenetici sono pertanto:
- vasocostrizione del circolo polmonare;
- riduzione anatomica del letto vascolare polmonare;
- aumento della viscosità ematica;
- aumento del flusso sanguigno polmonare;
- rimodellamento vascolare da disfunzione endoteliale.

## Fattori di rischio
Fra i fattori di rischio è presente il fumo di sigaretta, anche se è stata registrata un'epidemia della forma cronica nelle donne probabilmente a causa dell'esposizione al fumo di camini a legna.

## Accertamenti diagnostici
- Esami del sangue
- Elettrocardiogramma, da cui si possono evidenziare (tachicardia sinusale, tachicardia atriale multifocale, tachicardia giunzionale) o blocchi atrioventricolari
- Ecocardiografia
- Radiografia del torace
- Cateterismo cardiaco, che fornisce elementi dettagliati diagnostici e quantificativi (dell'entità del cuore polmonare, ovvero dell'ingrandimento cardiaco)

## Terapia
Ossigenazione, come trattamento farmacologico si somministrano diuretici, corticosteroidi e vasodilatatori. Il trattamento chirurgico deve essere apportato se si evidenziano delle complicanze quali l'apnea notturna o in casi specifici quali la tromboembolia polmonare. Nei casi più gravi può essere necessario il trapianto polmonare, anche combinato cardio-polmonare qualora possibile.
Si può evolvere in un'insufficienza cardiaca congestizia. La mortalità varia a seconda della malattia scatenante (ad esempio nella BPCO è all'incirca del 30%).